# IC 1474
IC 1474 est une galaxie spirale située dans la constellation des Poissons. Sa vitesse par rapport au fond diffus cosmologique est de 3 117 ± 26 km/s, ce qui correspond à une distance de Hubble de 46,0 ± 3,2 Mpc (∼150 millions d'al). Cette galaxie a été découverte par l'astronome autrichien Rudolf Ferdinand Spitaler en 1891.
La classe de luminosité d'IC 1474 est III-IV et elle présente une large raie HI.
À ce jour, 27 mesures non basées sur le décalage vers le rouge (redshift) donnent une distance de 52,437 ± 12,326 Mpc (∼171 millions d'al), ce qui est à l'intérieur des valeurs de la distance de Hubble en raison des incertitudes de mesure assez grandes. Notons que c'est avec la valeur moyenne des mesures indépendantes, lorsqu'elles existent, que la base de données NASA/IPAC calcule le diamètre d'une galaxie et qu'en conséquence le diamètre d'IC 1474 pourrait être d'environ 18,9 kpc (∼61 600 al) si on utilisait la distance de Hubble pour le calculer.
Selon A. M. Garcia, IC 1474 est membre du groupe de NGC 7619. Selon lui, ce groupe de galaxies renferme au moins 25 membres. Mais, selon un article plus récent publié par Levy et ses collègues en 2007, certaines galaxies retenues par Garcia font aussi partie d'un groupe de galaxies situé dans le centre de l'amas de Pégasus I,. Selon cet article, ce groupe renfermerait 30 galaxies. La galaxie IC 1474 est aussi dans la liste de Levy. Sengupta et coll. font aussi mention de ce groupe dans un article plublié en 2006. Ils n'incluent que 17 galaxies, toutes émettrices de rayon X, mais elles se retrouvent soit dans le liste de Garcia ou dans celle de Levy et souvent dans les deux listes, à l'exception de KUG 2318+079B. NGC 1474 ne figure pas dans la liste de Sengupta et coll. La galaxie CGCG 406-086 est une autre désignation pour KUG 2318+079B qui est dans la liste de Levy. De même la désignation Z406-086 est la galaxie CGCG 406-086. En ajoutant la galaxie KUG 2318+079B, on obtient un total d'au moins 43 membres pour ce groupe. Cependant, la galaxie désignée comme [OB97] P05-6 dans la liste de Levy est introuvable dans toutes les sources consultées. Le calcul de la distance moyenne du groupe a donc pris en compte 42 galaxies. Abraham Mahtessian mentionne aussi l'existence de ce groupe, mais toutes les galaxies qu'il inclue dans celui-ci sont aussi dans la liste de Garcia.